# Артемьев, Дмитрий Николаевич
Дми́трий Никола́евич Арте́мьев (21 июля [2 августа] 1882, Нижний Новгород — 1946, Брюссель?) — учёный-минералог, кристаллограф, организатор науки и высшего горного образования в России.

## Биография
Родился в Нижнем Новгороде в семье канцелярского служителя Николая Ивановича Артемьева и Екатерины Владимировны Артемьевой. Среднее образование получил в Нижегородском Дворянском институте.
В 1901 году поступил на естественное отделение физико-математического факультета Московского университета, где занимался минералогией и кристаллографией под руководством профессора В. И. Вернадского; учился у профессора Е. С. Федорова. В 1905 году были опубликованы две его работы: «О кристаллической форме и некоторых свойствах метилксантогенамида» и «Барий из Костромской губернии». Летом 1906 года он проходил стажировку во Париже — в лаборатории профессора Альфреда Лакруа, а затем в Неаполе — в лаборатории профессора Скакки.

### Преподавание и научная деятельность
В 1907 году Д. Н. Артемьев окончил курс университета с «дипломом первой степени» (диплом утвержден 12 декабря 1906 года, выдан 2 июля 1907 г.) Был оставлен при университете для приготовления к профессорскому званию по кафедре минералогии и кристаллографии, но уже 10 сентября 1907 года назначен штатным ассистентом по кафедре кристаллографии и минералогии в Санкт-Петербургский горный институт для подготовки и аттестации в профессорский состав. Сразу же после перевода Д. Н. Артемьев получил чин коллежского асессора.
В 1909 году, 12 ноября, он женился на 33-летней Елене Витовне Тихомировой (ум. 1914) — вдове дворянина Вита Тихомирова, у которого после первого брака осталось трое детей.
С 1912 года преподавал кристаллографию, с 1913 — минералогию и кристаллографию на Высших курсах при Биологической лаборатории. Надворный советник — с 13 мая 1913 г.; 6 апреля 1914 года был награждён орденом Св. Станислава 3-й степени.
В Петроградском университете 14 декабря 1914 года Д. Н. Артемьев защитил диплом магистра минералогии и геогнозии «Метод кристаллизации шаров и его применение при изучении формы и строения кристаллического вещества» и был допущен к чтению лекций в университете в звании приват-доцента; 9 марта 1915 года утверждён в должности адъюнкт-профессора по кафедре кристаллографии и минералогии Горного института, а 2 июня 1915 года — в должности экстраординарного профессора и заведующего кафедрой минералогии Варшавского Политехнического института (находившегося в то время в Москве, а с 1 октября 1916 года — в Нижнем Новгороде, в здании Владимирского реального училища).

### После революции
В апреле 1918 года Д. Н. Артемьев переехал в Москву, вступил в РКП(б) и вошёл в состав Государственной комиссии по образованию. С 8 мая 1918 года он — сотрудник отдела высших учебных заведений Народного комиссариата просвещения; 29 июня 1918 года утверждён членом Коллегии научного отдела Наркомпроса.
Он был инициатором и первым директором (с 1919 по 1922) Московской горной академии. Также по инициативе Артемьева в декабре 1918 года был организован Институт физико-химического исследования твёрдого вещества, где он возглавил отдел кристаллографии и кристаллохимии.
К 1919 года им было опубликовано 25 научных работ, написан труд «Курс геометрической кристаллографии», на иностранные языки были переведены три научные работы. Он состоял членом Общества испытателей природы и Физического общества имени Г. Н. Лебедева.
В конце ноября 1921 года по поручению Наркомпроса и Наркомвнешторга выехал в Швецию и Германию, откуда Артемьев уже не вернулся. В 1923—1924 гг. он активно сотрудничал с двумя берлинскими русскоязычными издательствами. В издательстве И. П. Ладыжникова в серии «Библиотека знаний» в 1923 году была опубликована его четырёхтомная монография «Кристаллография», а в 1924 году — сборник математических таблиц. В издательстве «Наука и жизнь» Артемьев участвовал в подготовке и редактировании переводов нескольких книг, в том числе В. Брукса «Кристаллография» (1923 г.) и О. Т. Бюрклена «Сборник математических формул и теорем».
В 1924 году произошёл крутой поворот в жизни Д. Н. Артемьева. Он принял католичество и в течение пяти лет изучал богословие в Инсбруке и Вене; в 1929 году был рукоположён в сан священника.
В 1929—1934 годах служил в Вене; летом 1934 года он был назначен ректором русско-католической миссии в Брюсселе. По слухам, которые приводит Трейвус, покончил жизнь самоубийством в 1935 году.
На самом деле умер около 1946 года в Брюсселе.

## Награды и премии
- 1915 — Золотая медаль имени А. И. Антипова, за работы по кристаллографии.